# Ivanjdanski atentat
Ivanjdanski atentat,  neuspješni atentat izvršen na Ivanjdan (24. lipnja po julijanskom kalendaru) 1899. na bivšeg srpskog kralja Milana II. Obrenovića (koji je 1889. bio abdicirao u korist svog sina Aleksandra, ali je sačuvao veliki utjecaj).
Režim kralja Aleksandra iskoristio je atentat za obračun s vodstvom Narodne radikalne stranke, u kojoj usprkos unutrašnjih podjela i suradnji s režimom ima mnogo protivnika autoritarnog režima i pristaša izvornog liberalno-demokratskog i socijalističkog programa stranke. Svi su vođe radikala optuženi za sudjelovanje u pripremi atentata, uhićeni i izvedeni pred sud. Predsjednik stranke Nikola Pašić na sudu poriče bilo kakvu svoju vezu s atentatom, izražava lojalnost dinastiji Obrenović i optužuje svoje stranačke drugove. Osuđen je na pet godina zatvora i odmah pomilovan, dok ostali dobivaju pet do 20 godina robije, a od smrtne kazne spašava ih intervencija Rusije. Sljedeće su godine, povodom ženidbe kralja Aleksandra, bili pomilovani. Atentator Đura Knežević bio je strijeljan.
Prava pozadina atentata nikad nije potpuno razjašnjena. Optužbe protiv cjelokupnog vodstva radikala svakako su bile neosnovane. Dinastija Obrenovića bila je omražena zbog svojeg autoritarnog vladanja. Milan je sljedeće godine, nakon svađe sa sinom zbog njegove ženidbe s Dragom Mašin, ponovo napustio zemlju i umro u Beču 1901. Aleksandar i njegova supruga ubijeni su u državnom udaru koji je organizirala ilegalna organizacija Crna ruka, 29. svibnja  1903. Donesen je liberalno-demokratski ustav, a za kralja postavljen Petar I. Karađorđević.